# Otradnyj
Otradnyj (rusky Отра́дный) je město v Samarské oblasti v Ruské federaci. Při sčítání lidu v roce 2010 měl bezmála padesát tisíc obyvatel.

## Poloha
Otradnyj leží na Velkém Kinělu, pravém přítoku Samary v povodí Volhy, několik kilometrů pod ústím Malého Kiněle. Od Samary, správního střediska oblasti, je vzdálen přibližně devadesát kilometrů východně.

## Dějiny
Vesnice zde vznikla začátkem dvacátých let dvacátého století a původně se jmenovala Otradnoje (Отра́дное). V roce 1946 vedle ní vzniklo dělnické sídlo Muchanovo (Муханово) zaměřené na těžbu ropy, které bylo později sloučeno v jedno sídlo s vesnicí Otradnoje, čímž vznikl Otradnyj. Ten se stal městem v roce 1956.